# حسين أباد (معصومية)
حسین أباد (بالفارسية: حسین آباد) هي قرية تقع في إيران في قسم معصومیة الريفي. يقدر عدد سكانها بـ 176 نسمة .